# ديارشبيان (تريم)
'

تعديل مصدري - تعديل

ديارشبيان هي إحدى قرى عزلة تريم بمديرية تريم التابعة لمحافظة حضرموت، بلغ تعداد سكانها 79 نسمة حسب تعداد اليمن لعام 2004.